# Vig Sogn
Vig Sogn er et sogn i Odsherred Provsti (Roskilde Stift).
I 1800-tallet var Nørre Asmindrup Sogn anneks til Vig Sogn. Begge sogne hørte til Odsherred i Holbæk Amt. Vig-Nørre Asmindrup sognekommune blev senere delt, så hvert sogn blev en selvstændig sognekommune. Ved kommunalreformen i 1970 blev både Vig og Nørre Asmindrup indlemmet i Trundholm Kommune, der ved strukturreformen i 2007 indgik i Odsherred Kommune.
I Vig Sogn ligger Vig Kirke.
I sognet findes følgende autoriserede stednavne:
- Blankebjerg (bebyggelse)
- Bognæs (bebyggelse, ejerlav)
- Eskilstrup (bebyggelse, ejerlav)
- Eskilstrup Skovhave (bebyggelse)
- Hønsinge (bebyggelse, ejerlav)
- Hønsinge Lyng (bebyggelse)
- Hønsinge Nørremark (bebyggelse)
- Jyderup (bebyggelse, ejerlav)
- Jyderup Lyng (bebyggelse)
- Jyderup Skov (areal, bebyggelse)
- Kelstrup (bebyggelse, ejerlav)
- Kirsebærbakken (bebyggelse)
- Kollekolle (bebyggelse, ejerlav)
- Lille Egebjerg (bebyggelse, ejerlav)
- Lille Egebjerg Lyng (bebyggelse)
- Møllebakken (bebyggelse)
- Rindebjerg (bebyggelse)
- Rode (bebyggelse, ejerlav)
- Sejstrup (bebyggelse, ejerlav)
- Sidinge (bebyggelse, ejerlav)
- Ulstrup (bebyggelse, ejerlav)
- Vig (bebyggelse, ejerlav)
- Vig Lyng (bebyggelse)